# Liste der Präsidenten von Botswana
Dies ist eine Liste der Präsidenten von Botswana seit die ehemals britische Kolonie Betschuanaland am 30. September 1966 unter dem Namen Botswana unabhängig wurde. Zugleich sind die Präsidenten Regierungschefs.

## Liste der Amtsinhaber
| Nr. | Bild | Name (Lebensdaten)                 | Amtszeit           | Amtszeit         | Partei |
| Nr. | Bild | Name (Lebensdaten)                 | Beginn             | Ende             | Partei |
| --- | ---- | ---------------------------------- | ------------------ | ---------------- | ------ |
| 1.  |      | Sir Seretse Khama (* 1921; † 1980) | 30. September 1966 | 13. Juli 1980    | BDP    |
| 2.  |      | Sir Quett Masire (* 1925; † 2017)  | 13. Juli 1980      | 31. März 1998    | BDP    |
| 3.  |      | Festus Mogae (* 1939)              | 1. April 1998      | 31. März 2008    | BDP    |
| 4.  |      | Ian Khama (* 1953)                 | 1. April 2008      | 31. März 2018    | BDP    |
| 5.  |      | Mokgweetsi Masisi (* 1962)         | 1. April 2018      | 1. November 2024 | BDP    |
| 5.  |      | Duma Boko (* 1969)                 | 1. November 2024   | amtierend        | UDC    |